# Miya Tachibana
Miya Tachibana (立花 美哉?, Tachibana Miya; Ōtsu, 12 dicembre 1974) è una sincronetta giapponese, vincitrice di 5 medaglie olimpiche, di cui 2 conquistate in duo con Miho Takeda.

## Palmarès
- Giochi olimpici

Atlanta 1996: bronzo nella gara a squadre.
Sydney 2000: argento nel duo e nella gara a squadre.
Atene 2004: argento nel duo e nella gara a squadre.
- Mondiali di nuoto

Roma 1994: argento nel duo, bronzo nella gara a squadre.
Perth 1998: argento nel duo e nella gara a squadre, bronzo nel solo.
Fukuoka 2001: oro nel duo, bronzo nel solo.
Barcellona 2003: argento nel duo e nella gara a squadre.
- Giochi asiatici

Pusan 2002: oro nel duo.